# Чернино
Чернино — деревня в Никольском районе Вологодской области.
Входит в состав Вахневского сельского поселения, с точки зрения административно-территориального деления — в Вахневский сельсовет.
Расстояние по автодороге до районного центра Никольска — 42 км, до центра муниципального образования Вахнево — 3 км. Ближайшие населённые пункты — Холшевиково, Турино, Есипово.
По переписи 2002 года население — 137 человек (65 мужчин, 72 женщины). Преобладающая национальность — русские (99 %).